# الیزا دولیتل (خواننده)
الیزا دولیتل (انگلیسی: Eliza Doolittle؛ زادهٔ ۱۵ آوریل ۱۹۸۸) یک موسیقی‌دان اهل بریتانیا است. وی از سال ۲۰۰۷ میلادی تاکنون مشغول فعالیت بوده‌است.